# Valle de Gulina

Escudo del valle de Gulina

El valle de Gulina (en euskera: Gulibar) es un valle de Navarra, que hasta 1943 fue también municipio. Ese año se fusionaron con la Cendea de Iza formando el actual municipio de Iza. Fueron todos los lugares de señorío realengo.

## Historia
Desde la incorporación de Navarra a la corona de Castilla, estos son los pueblos y lugares que componen el valle de Gulina, con la población, en los casos que se detalla, según el censo de 2007:
- Aguinaga:[3] 19 habitantes.
- Cia:[4] 30 habitantes.
- Gulina: 49 habitantes. Era el más céntrico del antiguo municipio y daba también nombre al valle.
- Ijurieta o Ijurrieta: solar del palacio cabo de armería del linaje de los Eraso.[5][6][7][8][9]
- Larumbe:[10] 59 habitantes.
- Larráinziz o Larráinciz, barrio de Larumbe.[11]
- Orayen o Oreyen: antiguo lugar, luego barrio de Larumbe.[12]
- Sarasate:[13] 36 habitantes.

En 1802 se establece que ninguno de los pueblos fuera cabeza de los demás; sin embargo, al ser Gulina el más central, solía funcionar como lugar de encuentro para regidores, curas, negocios comunes y demás. Cada localidad tenía su justicia, por turno de sus respectivas casas. La venta del ganado de cerca era el único tráfico comercial. Cada pueblo disfrutaba de sus  propios montes, excepto Larumbe, Larráinziz y Sarasate, que eran comunes. En Gulina se ubicaba el palacio de Ijurieta cuyos dueños, los Eraso, mantenían la prerrogativa del nombramiento de los párrocos.

## Geografía
Se encuentra al noroeste de Pamplona, pero a diferencia de la antigua cendea de Iza, Gulina vierte sus aguas en el río Araquil, antes de su paso por Atondo. Por tanto, el monte Vizcay, y otras alturas, dividen claramente las áreas geográficas de Gulina y la cendea de Iza, situando a aquella más cerca de Irurzun que de Iza, completamente a la sombra de Pamplona.

## Curiosidad
El punto más alto del valle es el monte Erga (1.088 m). Allí se une a los municipios de Imoz y Araquil pero en el valle de Gulina se encuentra la famosa ermita de la Trinidad cuya romería está documentada desde el año 1513.